# Róża (dramat)
Róża – dramat niesceniczny Stefana Żeromskiego, wydany pod pseudonimem Józef Katerla przez Spółkę Nakładową Książka w Krakowie w roku 1909. Żeromski w tym utworze starał się zająć stanowisko wobec sprzecznych poglądów na sens i celowość rewolucji 1905 roku oraz kreśli własną wizję rozwiązania problemów społecznych i politycznych w Polsce na początku XX wieku. Można przyjąć, że jego poglądy własne są tożsame z działalnością Romualda Traugutta, Józefa Montwiłł-Mireckiego, Józefa Toczyskiego, Stefana Okrzei, których wymienia jako bohaterów narodowych (w Prologu).

## Tytuł utworu jako symbol
Róża była uprawiana już w starożytności w Chinach, na Bliskim Wschodzie oraz w Grecji, Rzymie i w całej Europie, symbolizowała miłość, piękno i subtelne uczucia. W chrześcijaństwie biała róża symbolizowała niewinność, a czerwona – męczeństwo.
Żeromski w swym utworze (w Prologu) postulował, aby różę czarującą ustanowić (w niepodległej Polsce) jako znak sławy, nagrodę za bohaterstwo, cnotę i geniusz.
Motyw róży występuje w utworze w różnych kontekstach. Jako symbol miłości, gdy Czarowic, jeden z głównych bohaterów, kupuje ukochanej wielki pąk omdlałych, damasceńskich róż i trzy pąsowe indyjskie róże, lecz są to tylko marzenia zza krat więziennych.
Natomiast w sali balowej na estradzie pojawia się postać ponętnej bestyjki – dziewczyna okryta niby całunem ściągniętym z katafalku. U dołu szaty wyhaftowane białe róże śliczny stanowią ornament, szlak jak gdyby żałobny.
Ostatecznie w Epilogu, gdy Czarowic ginie w zamachu na wojska rosyjskie: Głowa [jego] upadła między kolczaste, grube, wyniosłe badyle róży dzikiej i otrząsnęła płatki kwiatowe. Spadły kwiatki na czoło zroszone śmiertelnym potem, na pierś wydającą ostatnie tchnienie. W głowach zmarłego stanęło mgliste widmo Bożyszcza. Strząsnęło na piersi nieżywe ostatni płatek róży dzikiej.

## Postaci
- Bożyszcze (Deity), postać występująca w Prologu, wzorowana na hinduskich bytach niematerialnych, nawiązuje do starożytnych greckich i rzymskich wyobrażeń Mitry, boga Słońca i światłości z charakterystyczną czapką frygijską, symbolem wolności.
- Anzelm, syn prostytutki, robotnik ze slumsów, rewolucjonista – zdrajca, prowokator, donosiciel, współpracownik tajnej policji, zastrzelony z wyroku Partii, kocha swego dziesięcioletniego synka Olesia, prześladowanego przez uliczników jako syna kapusia, występuje jako zjawa.
- Jan Czarowic – jeden z głównych bohaterów dramatu, syn zamożnego ziemianina, rewolucjonista, działacz niepodległościowy, romantyk, marzyciel, więziony, zbiegł z więzienia, zginął w desperackim zamachu terrorystycznym na armię rosyjską.
- Zagozda – radykalny rewolucjonista, internacjonalista, osadzony w więzieniu wraz z Czarowicem.
- Benedykt Czarowic, brat Jana, zamożny ziemianin, przedsiębiorca, po spłaceniu swego brata Jana utracił płynność finansową, a narzeczona Krystyna go porzuciła.
- Krystyna, elegancka panna na wydaniu z dobrego domu, głosi cyniczne, kontrowersyjne poglądy, jak urządzić się dobrze w życiu, narażając się pomogła Czarowicowi w ucieczce z więzienia, narzeczona Benedykta, porzuca go i podąża za jego bratem.
- Żołnierz rosyjski, rozpoznają się wzajemnie z więźniem Czarowicem, którego łomotał karabinem, gdy ten nie był w stanie podnieść się na rozkaz, w czasie ucieczki dwóch więźniów obezwładniony przez nich, jednak Czarowic go nie zabija (a powinien dla dobra rewolucji), gdy więźniowie znikają – podejmuje służbę wartowniczą nie wszczynając alarmu.

## Spis treści utworu
- 1 PROLOG
- 2 SPRAWA PIERWSZA
  - 2.1 OBRAZ PIERWSZY
  - 2.2 OBRAZ DRUGI
  - 2.3 OBRAZ TRZECI
- 3 SPRAWA DRUGA
- 4 SPRAWA TRZECIA
- 5 SPRAWA CZWARTA
- 6 SPRAWA PIĄTA
- 7 SPRAWA SZÓSTA
- 8 SPRAWA SIÓDMA
- 9 EPILOG

## Czas i miejsce akcji
Akcja utworu rozgrywa się bezpośrednio po upadku rewolucji 1905 roku. Ponadto w Obrazie II widoczne są nawiązania do powstania styczniowego 1863.
Akcja rozgrywa się w różnej scenerii:
- Prolog – Zaułek poza gmachem więzienia w twierdzy nad Wisłą (Cytadela Warszawska), zima, mroźna noc (-20 stopni), godzina duchów.
- Sprawa I – Cela więzienna w Cytadeli w której przebywa Czarzasty wraz z radykalnym rewolucjonistą Zagozdą.
- Obraz I – Olbrzymi budynek fabryczny, gdzie robotnicy (w czasie niepłatnego przestoju spowodowanego brakiem zamówień), wymieniają krytyczne uwagi dotyczące kapitalistów, przedsiębiorcy, gospodarki rynkowej, kapitału zagranicznego, uprzemysłowienia kraju.
- Obraz II – Wnętrze szopy na polu, murowanej, gdzieś na wsi w Królestwie Polskim, gdzie odbywają się odczyty dla ludu (za zezwoleniem zwierzchności).
- Obraz III – Wielka sala balowa, przeistoczona na czarodziejski pałac w czasie karnawału (a więc zimą).
- Sprawa II – Biuro policji tajnej.
- Sprawa III – Czarowic po przepiłowaniu krat ucieka wraz z więźniem Gozdawą, obezwładniają wartownika w zaułku przy gmachu więzienia.
- Sprawa IV – Czarowic siedzi wysoko na kamiennym występie ponad najcudniejszym morzem południa.
- Sprawa V – Czarowic i Krystyna zeszli ze wzgórza w parku położonym w siedzibie rodowej Czarowiców.
- Sprawa VI – Prześliczne szkolne wzgórze.
- Sprawa VII – Noc zimowa w Alpach.
- Epilog – Pagórkowate pola w okolicach Puław.

## Kwestia robotnicza
Dążenia niepodległościowe przewijające się w treści utworu, w konfrontacji z poglądami robotników są przedstawione w Obrazie I, rozgrywającym się w hali fabrycznej w atmosferze wiecu załogi. Po upadku rewolucji 1905 roku, wystąpił brak zrozumienia i dialogu między fabrykantami a robotnikami. Oto wypowiedź jednego z robotników: Ściągnęli nam zapłatę, w dół poza rok 1904. Trzy dni w tygodniu robimy. Resztę siedzimy z założonymi rękami, patrząc w między fabryczne pola z kupami łódzkiego brudu, w czerwone kominy i w czarne mury. Życie zdrożało. Nie opłata nam za tę cenę robić. Posłali my delegatów do właściciela. Poszli dwaj i przełożyli sprawę. Na pyski ich kazał zepchnąć ze schodów.
Powstające w Łodzi fabryki były budowane przeważnie przez dorobkiewiczów i sprytnych, lecz głupawych parweniuszy, którzy preferowali rozwiązania siłowe, co tylko prowadziło do zaognienia sytuacji. Jednocześnie, również wśród robotników głos rozsądku nie znajduje posłuchu:
Jeśli właściciel zatrudnia ludzi przez trzy dni w tygodniu, to znaczy przecie, że tego nie czyni dobrowolnie, lecz z musu. Obstalunków nie ma! Gdy po trudach niemałych zyska się obstalunek, wtedy wy, szaleńcy, podbechtani przez głupców, strajkę zaczynacie. Przemysł bawełniany kryzys przechodzi.
Natomiast socjaliści głoszą, że:
Przemysł kraju jest jako drzewo, w które zapuszcza korzeń i na którym rośnie inny twór, niby inne drzewo – jemioła. Fabrykant jest to jemioła, która rośnie na drzewie pracy ludu. Robotnik jest korzeniem, pniem, konarem i listowiem. On to sobą karmi jemiołę. Kto strajkę rozpoczynał po to, żeby pracujący ludzie mieli większą zapłatę i krótszy roboczy dzień, ten nie korzenie drzewa chciał wydzierać z ziemi, lecz chciał wyrwać korzenie jemioły z drzewa. Gdyby wydrzeć korzenie jemioły z drzewa – cudnie by się drzewo rozrosło.
Jednak nie mówią, kto będzie inwestował i zarządzał przedsiębiorstwem. Po dalszej wymianie poglądów między internacjonalistami, niepodległościowcami i anarchistami, jako ostateczny argument pojawia się postulat:
... trzeba na nowo strzelać we łby, w których się pali ogień buntu. Dokądże to będziemy cierpieć na sobie ten ciężar, nie dający nam uczciwie, po dawnemu pracować w zgodzie z pracodawcami? Niech poczują jeszcze raz naszą twardą robociarską pięść! Albo się uciszą, albo zginą!
Wtedy odzywa się Czarowic:
Bracia! Zniżcie broń. Wyjmijcie ładunki. Wyrwijcie zemstę z serc. Wyrwijcie z serc nienawiść proletariusza do proletariusza. Połączcie się w jedną falę. Wy, którzy jesteście żywą i wiecznie twórczą falą polskiego świata; niechaj się dokona w tej oto chwili odpływ wasz spod skały nieszczęścia. Kości po drogach Sybiru rozsiane, mogiły w pustkach Moskwy, lochy więzień, drewna szubienicy, łzy podań i płacz waszych dzieci wołają do was: „Niech żyje Polska niepodległa!" Przekazała wam to prawo wielka dusza Mickiewicza i wielka dusza Słowackiego.
Jednak te wywody nie znajdują zrozumienia. Słychać głos w tłumie: Czy to tylko nie prowokator?...
Czarowic usiłuje przekonać robotników:
Jeżeli w tę drogę pójdziecie, dokąd ja idę sam, nie zlękniecie się prowokatora. Pół serca polskiego zgniło od skira. Nie można już w kole braci mówić do braci bez ohydnego przekleństwa trwogi, że słucha w kole utajony szpieg. Nie można słuchać mowy braterskiej bez plugawego pytania w sercu: azali nie przemawia zdrajca? Wytężył wróg siłę swoją dzięki nam samym tak daleko, że zasiadł w kole naszej narady i w szepcie spisku naszego uczestniczy. Wyzywa na śmierć śmiałka i wiesza go ze śmiechem na haku. Ale ty masz w sobie moc wyrwania się z pęt, duchu nieśmiertelny polskiego ludu! Ty, coś przymierał głodem za kolejowego strajku, coś tyle krwi wylał, wiernie wspierając każde hasło, dałeś dowód, że posiadasz w sobie siłę do wyzwolin. Ja nie przynoszę ci nowego – po tylu innych – hasła. Nie przynoszę nowego rozkazu. Przynoszę radę. Słuchaj mię, serce ludowe, przez miłość dzieci, które rosną w hańbie niewoli! Ozdrowiej, serce zarażone od skira zdrady! Podnieś się, męstwo!
Wywody Czarowica nie znajdują zrozumienia, robotnicy nie chcą go słuchać: Wynoś się raz nareszcie, idealisto, mnichu, kozłowito!

## Krótkie studium donosicielstwa
W działalności konspiracyjnej kluczowe zagadnienie stanowi obawa przed zdradą, donosicielstwem, co znajduje odbicie w licznych miejscach utworu. Nawet w Szwajcarii, zimą, wysoko w górach, gdy dwóch Polaków (naturalnie konspiratorów) idzie przez w las, padają słowa: Ktoś tu może słucha naszej rozmowy, a Czarowic odpowiada – Czy sądzisz, że i w lasach glerneńskich czyha na nas moskiewski szpieg?
Stefan Żeromski od razu w Prologu wprowadza postać Anzelma, donosiciela i zdrajcy. Jak do tego doszło, że oddany, aktywny bojownik w sprawie rewolucji stał się tajnym współpracownikiem policji wyjaśnia sam Anzelm Już mię wtedy skazali byli na powróz. Poprzez dwie druciane kraty pozwolili mi ostatni raz spojrzeć na mojego jedynego syna, dziesięcioletniego Olesia. ... 
Cicho a jasno, jak gdyby po nocy zorzeńka niebiańska, zjawiła się myśl, że można przecie uciszyć się i uspokoić widokiem cudzego cierpienia, którego sam nie będę doświadczał, że można się, jak w teatrze, nasycić obrazem tej samej bezsiły, drżenia, upadku i agonii, co mnie samego targały...
Wszakże wszystko można kupić za złoto. Jakże mu się miała oprzeć moja dusza? Pokazali mi kupcy wolność za uchylonymi Iwanowskimi Wrótniami, pokazali mi synka małego, pokazali mi możność srogiego czynu. Dobili kupcy targu. Po to są kupcy, żeby śniąca w człowieku podłość nie zamarła. Po to są, żeby zdrada na ziemi nie wygasła i żeby człowiek nie zatracił natury jaguara i żmii. Widziałem ich zimne oczy i żelazne ręce. Jedna ręka podawała mi – powróz, a druga ręka podawała mi – trzos nabity złotem. Wybrałem.
Jednak zdrajcą mógł się stać tylko aktywny członek organizacji. Oto droga Anzelma do udziału w życiu społecznym:
Urodziłem się w gnoju hańby, z ojca tchórza, niewiadomego z nazwy rozpustnika, i z matki, sekretnej, dla zarobku na życie, prostytutki. Chowałem się w zgniłym zaduchu piwnicy, pod obcasami majstra-dorobkiewicza, pod nahajką policjanta-kozaka, w cieniu nikczemnych obłud kleszej sutanny. Wywlókł mię z gnoju piosenką swoją marzyciel. Pokazał mi w długim nocnym podszepcie złote łany pszeniczne, łąki kwiatem zarosłe, wielkie sprawy ludzkiego geniuszu, niepodległą ojczyznę, wolność ducha i ciała. Ale marzyciel łatwoczujący nie urodził się w gnoju hańby z matki ladacznicy, nie przeżył dzieciństwa pod kułakami i plwociną, nie był nigdy poparzonym, skopanym, bez prawa na legowisko psiakiem z podwórza, przybłędą, podrzutkiem z przytułku, ulicznikiem, którego rynsztok hoduje, przypadek karmi, a grzech weseli. Marzyciel z opisu i smutnego w przejściu wejrzenia znał dolę, nad którą ptak by zapłakał, a polskie serce nie płacze.
Pchnąłem marzyciela żegadłem w piersi i stanąłem na nim jak na pierwszym stopniu mych schodów, wiodących ku jasnym piętrom. Co bezprawie dziedziczy na mocy urodzenia, nie wiedząc o skarbie posiadanym, to ja, sztuka po sztuce, z nadprzepastną świadomością musiałem wysiepywać dzielnym ramieniem, wydeptać ze stękania konających, męstwem przebiegłym wyrwać z pięści ściśniętych. Tak wszedłem na wierzchołek moich schodów, osiągając wolność, swobodę niezawodną ręki i swoją własną niepodległość. Swoją własną niepodległość – cha-cha!
Po schodach z trupów wszedłem na szczyt. W piersi mej był pocisk nieubłagania. Nie lękałem się był mocarstwa władającego milionem żołnierzy, gdy byłem pachołkiem rewolucji, i nie uląkłem się zemsty rewolucji, gdy zostałem jej zdrajcą.
Ostatecznie, jak wiadomo, Anzelm został zastrzelony jako donosiciel.

## Narzeczona brata
W sprawie piątej Żeromski przedstawia dwie wizje dalszej działalności ziemiaństwa polskiego, reprezentowanego przez Jana Czarowica i jego brata Benedykta, prowadzącego z powodzeniem rozległe gospodarstwo rolne wraz ze zakładami przetwórstwa rolno-spożywczego. Benedykt tłumaczy Janowi, że tylko wytężona praca i skuteczna działalność gospodarcza (bez dotacji urzędowych) umożliwiają realizację celów społeczno-politycznych. Jan jednak obiera działalność rewolucyjną, przy okazji uwodzi Krystynę, narzeczoną Benedykta. Ostatecznie w Epilogu Jan ginie w trakcie ataku terrorystycznego na wojska carskie, wykonanego przy pomocy między innymi Krystyny.